# Liquiritigenina
La liquiritigenina è un flavanone presente come tale o come 4'-O-glucoside liquiritina, in una varietà di piante tra cui la liquirizia.